# Charley Lincoln
Charley Lincoln, noto anche con lo pseudonimo di Laughing Charley (nato Charlie Hicks Jr.; Lithonia, 11 marzo 1900 – Cairo, 28 settembre 1963), è stato un musicista statunitense di country blues. Registrò spesso con suo fratello Robert Hicks, che veniva pubblicizzato come Barbecue Bob.

## Biografia
Hicks nacque a Lithonia, in Georgia. Durante la sua adolescenza, imparò a suonare la chitarra da Savannah Weaver, madre di Curley Weaver, e si esibì nella zona di Lithonia fino al 1920.
Si trasferì poi ad Atlanta, in Georgia, e lavorò fuori dal campo musicale, esibendosi occasionalmente con suo fratello. Registrò con suo fratello per la Columbia Records dal 1927 al 1930. Un esempio è il duetto It Will not Be Long Now, con crosstalk, che i fratelli registrarono ad Atlanta il 5 novembre 1927.
Dopo la morte prematura di Robert nel 1931, Charley continuò a esibirsi negli anni '50 come Charley Lincoln.
Dal 1955 al 1963 fu imprigionato per omicidio al Cairo, in Egitto, dove divenne un detenuto fiduciario. Vi morì di emorragia cerebrale il 28 settembre 1963.